# Souli (película)
Souli es una película dramática malgache de 2004 escrita y dirigida por Alexander Abela y basada en Otelo de William Shakespeare. Sigue la película Makibefo del mismo director estrenada en 1999, una adaptación de Macbeth.

## Sinopsis
Carlos (basado en el Cassio de Shakespeare) es un joven estudiante español que busca al renombrado poeta senegalés Souli, quien puede ser el último griot en poseer el "cuento de Thiossan". Souli, personaje basado en Othello, trabaja como pescador y vive con una joven francesa llamada Mona (basada en Desdémona). La versión del director Abela del villano Yago es el comerciante francés Yann, quien, ayudado por su novia Abi, planea destruir las vidas de Souli y Mona.

## Elenco
- Eduardo Noriega como Carlos
- Aurélien Recoing como Yann
- Makena Diop como Souli
- Fatou N'Diaye como Abi
- Jeanne Antebi como Mona

## Distribución y recepción
Souli fue presentada en festivales como el Festival Mundial de Cine de Montreal 2004 y el Festival Internacional de Cine de Río de Janeiro 2005. En 2005, fue nominada al Gran Premio del Festival de Cine de París.